# Rafinha (Fußballspieler, 1993)
Rafinha (* 12. Februar 1993 in São Paulo; bürgerlich Rafael Alcântara do Nascimento) ist ein brasilianisch-spanischer Fußballspieler. Der Linksfüßer spielt auf der Position eines offensiven Mittelfeldspielers und steht seit September 2022 bei Al-Arabi (Katar) unter Vertrag.

## Karriere

### Im Verein

#### Anfänge in La Masia
Rafinha kam im Alter von zwölf Jahren zum FC Barcelona und spielte bis Anfang 2011 in dessen Jugendmannschaften. Aufgrund des Personalengpasses im Mittelfeld, der durch die Verletzungen von Carlos Carmona und Oriol Romeu entstand, wurde Rafinha im Januar 2011 in die B-Mannschaft berufen. Sein Debüt in der zweiten Mannschaft gab er am 8. Januar 2011 und ersetzte dabei Jonathan dos Santos in der 55. Minute. Das Spiel gegen den FC Girona ging 1:2 verloren. Am Folgespieltag kam er früh für den verletzten Sergi Roberto ins Spiel und konnte zum 3:2-Auswärtssieg seiner Mannschaft über UD Salamanca prompt ein Tor und eine Vorlage beisteuern. Am Ende der Saison 2010/11 gewann er mit der A-Jugend die Copa de Campeones. Im Finale gegen Real Madrid steuerte er zwei Treffer zum 3:1-Erfolg seiner Mannschaft bei.

#### Debüt und Leihe nach Vigo
Sein Debüt für die erste Mannschaft von Barça gab er am 9. November 2011 beim Pokalspiel gegen CE l’Hospitalet, in dem er eine Viertelstunde vor Spielende für Cesc Fàbregas eingewechselt wurde. Am 6. Dezember 2011 wurde er von seinem Trainer Pep Guardiola für das Champions-League-Spiel gegen BATE Baryssau nominiert und auch in die Startelf gestellt.
Für die Saison 2013/14 verlängerte Rafinha seinen Vertrag bis zum 30. Juni 2016 und wechselte auf Leihbasis zu Celta Vigo. In Vigo kam Rafinha auf 32 Einsätze, davon 27 in der Startelf, in denen ihm vier Treffer gelangen. Für seine Leistungen wurde er zum besten Nachwuchsspieler der Saison gekürt.

#### Rückkehr nach Barcelona

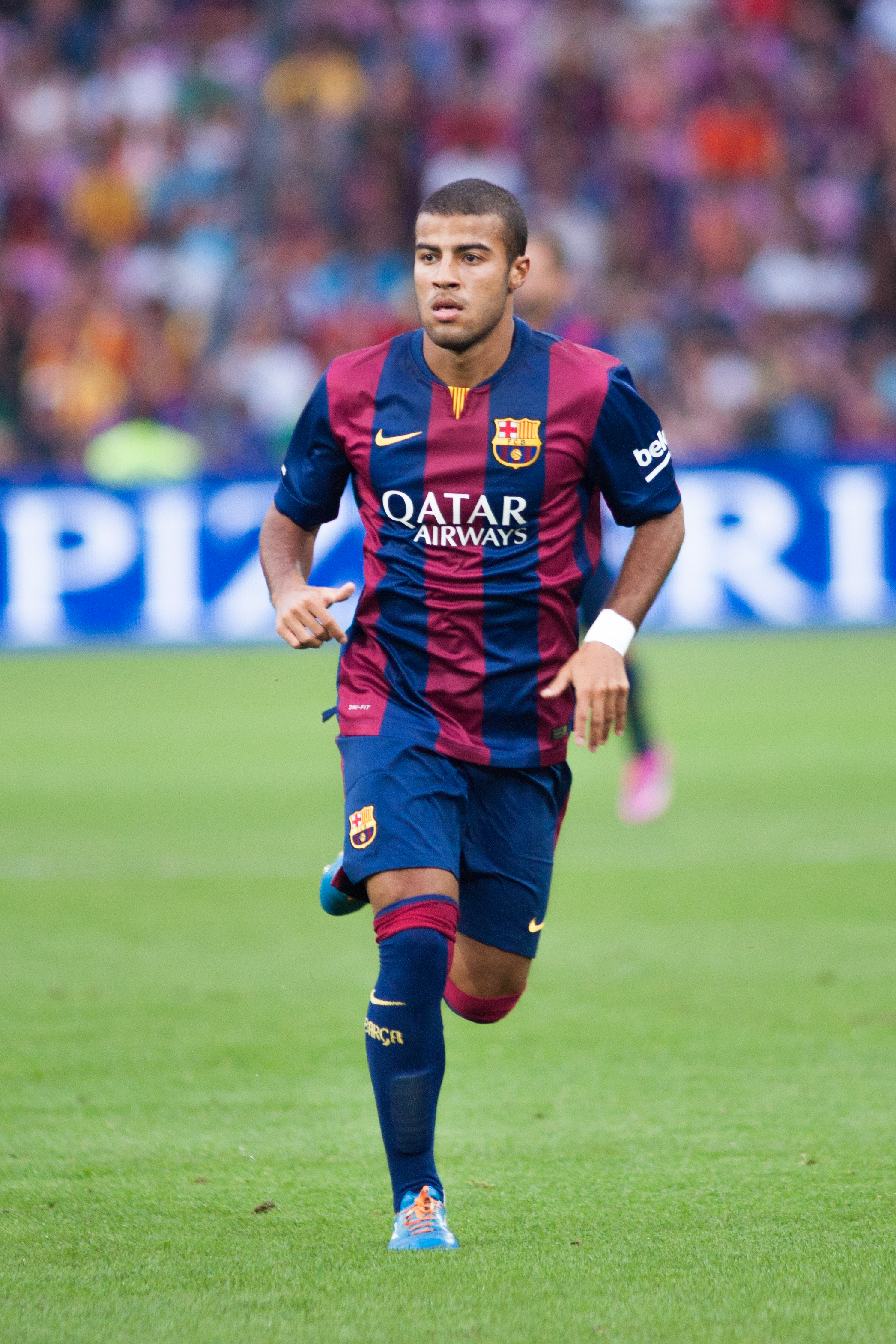
Rafinha im Trikot des FC Barcelona (2014)

Zur Saison 2014/15 kehrte Rafinha mit seinem Trainer Luis Enrique nach Barcelona zurück. Mit dem Klub gewann er das Triple, bestehend aus Meisterschaft, Pokal- und Champions-League-Sieg. Zu Beginn der Saison 2015/16 folgte der UEFA-Super-Cup-Sieg gegen den FC Sevilla, bei dem Rafinha in der Startelf stand und in der 44. Spielminute das zwischenzeitliche 3:1 erzielte (Endstand 5:4 n. V.). Am 16. September 2015 zog sich Rafinha beim Champions-League-Spiel gegen den AS Rom einen Kreuzbandriss im rechten Knie zu. Er war daher nicht Teil des Kaders, der im Dezember 2015 die Klub-Weltmeisterschaft in Japan gewann. Dennoch verlängerte der FC Barcelona den Vertrag mit Rafinha bis zum 30. Juni 2020 und erhöhte seine Ausstiegsklausel auf 75 Mio. Euro. Ab April 2016 war Rafinha wieder einsatzbereit. Am Saisonende stand der Gewinn der Meisterschaft und der Copa del Rey. In der Saison 2016/17 kam Rafinha zu 18 Ligaeinsätzen (14-mal von Beginn), in denen er 6 Tore erzielte.

#### Mailand, Vigo und Barcelona
Nachdem Rafinha im bisherigen Saisonverlauf nur zu einem Einsatz in der Copa del Rey gekommen war, wechselte er am 22. Januar 2018 bis zum Ende der Saison 2017/18 auf Leihbasis in die italienische Serie A zu Inter Mailand. Anschließend hatte Inter Mailand die Option, Rafinhas Transferrechte für eine Ablösesumme in Höhe von 35 Millionen Euro, die sich um 3 Millionen Euro erhöhen kann, zu erwerben. Er kam in 17 Ligaspielen zum Einsatz, in denen er 2 Treffer erzielte. Zum Saisonende verließ Rafinha den Verein mit dem Auslaufen seines Vertrags.
Zur Saison 2018/19 kehrte Rafinha zum FC Barcelona zurück. In der Saison kam er zu fünf Ligaspielen.
In die Saison 2019/20 startete er noch mit dem FC Barcelona und kam zu 3 Ligaeinsätzen. Anfang September wurde er bis zum Saisonende an Celta Vigo ausgeliehen, wofür er seinen zum Saisonende auslaufenden Vertrag beim FC Barcelona bis zum 30. Juni 2021 verlängerte. Für Celta Vigo absolvierte Rafinha 29 Erstligaspiele (25-mal von Beginn), in denen er 4 Tore erzielte. Mit dem Verein befand er sich im Abstiegskampf und konnte erst am letzten Spieltag vor dem ersten Absteiger CD Leganés den Klassenerhalt sichern.

#### Paris Saint-Germain
Im Sommer 2020 kehrte Rafinha zunächst zum FC Barcelona zurück. Nachdem er unter dem neuen Cheftrainer Ronald Koeman an den ersten Spieltagen keine Rolle gespielt hatte, wechselte er Anfang Oktober 2020 kurz vor dem Ende der Transferperiode in die französische Ligue 1 zu Paris Saint-Germain. Rafinha unterschrieb einen Vertrag bis zum 30. Juni 2023. Unter Thomas Tuchel und dessen Nachfolger Mauricio Pochettino kam er 23-mal in der Liga zum Einsatz und stand dabei 15-mal in der Startelf. Zudem spielte Rafinha 8-mal in der Champions League (einmal von Beginn). Zum Gewinn des französischen Pokals steuerte er 3 Einsätze bei.
In der Saison 2021/22 kam Rafinha an den ersten 19 Spieltagen lediglich 5-mal in der Liga zum Einsatz.

#### Real Sociedad
Da Rafinha in Paris zuletzt kaum eine Rolle gespielt hatte, kehrte er zum 1. Januar 2022 nach Spanien zurück und schloss sich bis zum Ende der Saison 2021/22 auf Leihbasis Real Sociedad an.

#### Al-Arabi
Anfang September wechselte Rafinha ablösefrei zu Al-Arabi nach Katar. Sein noch bis 2023 laufender Vertrag mit PSG wurde im gegenseitigen Vernehmen aufgelöst. Bei Al-Arabi erhielt er einen Zweijahres-Kontrakt.

### In der Nationalmannschaft
Mit der spanischen U17-Auswahl qualifizierte sich Rafinha 2010 für die U17-EM in Liechtenstein. Für die Endrunde fand Rafinha später keine Berücksichtigung im Kader, obwohl er in der Qualifikation alle Spiele bestritt. Dafür kam er 2010 17-jährig zu seinem ersten Einsatz für Spaniens U19.
2013 bestritt er mit der brasilianischen U20-Auswahl die Südamerikameisterschaft in Argentinien. Er absolvierte dort drei Spiele, seine Mannschaft schied in der ersten Gruppenphase als Tabellenletzter aus.
Im Mai 2015 wurde Rafinha vom brasilianischen Nationaltrainer Carlos Dunga als einer von sieben Abrufspielern in den Kader der Seleção für die Copa América 2015 in Chile nominiert. In das endgültige Aufgebot schaffte er es später nicht. Sein Länderspieldebüt feierte Rafinha am 5. September 2015, als er beim 1:0-Testspielsieg gegen Costa Rica für Luiz Gustavo eingewechselt wurde.
Da Rafinha bisher weder für Brasilien noch für Spanien ein Pflichtspiel in der A-Auswahl bestritt, wäre ein Verbandswechsel für ihn noch möglich.

## Familie
Rafinhas Vater Mazinho war ebenfalls Fußballspieler und wurde mit Brasilien 1994 Weltmeister. Seine Mutter Valéria Alcântara spielte einst professionell Volleyball. Sein älterer Bruder Thiago war ebenfalls Fußballspieler und spielte zuletzt für den FC Liverpool. Auch Thiago war zuvor in den Jugendmannschaften des FC Barcelona sowie den Nachwuchsnationalteams aktiv. Anders als Rafinha und Mazinho spielt er für die spanische Nationalmannschaft.

## Erfolge
FC Barcelona:

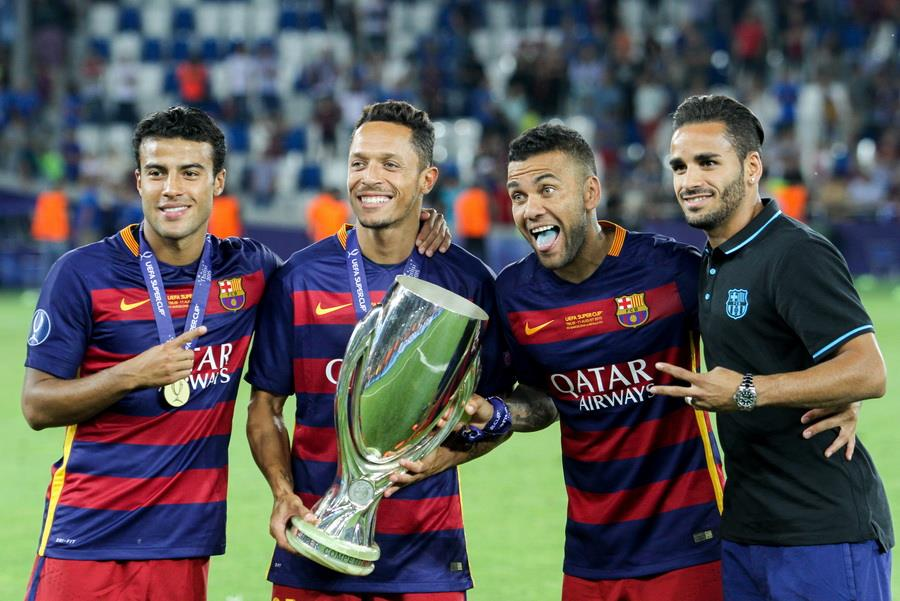
Rafinha (l.) mit seinen Teamkollegen (v. l. n. r.) Adriano, Dani Alves und Douglas nach dem Gewinn des UEFA Super Cups 2015

- UEFA-Champions-League-Sieger: 2015
- UEFA-Super-Cup-Sieger: 2011, 2015
- Spanischer Meister: 2015, 2016, 2019
- Spanischer Pokalsieger: 2015, 2016

Paris Saint-Germain:
- Französischer Pokalsieger: 2021

Nationalmannschaft:
- Olympiasieger: 2016

## Auszeichnungen
- Bester Nachwuchsspieler der Primera División: 2013/14
- Spieler des Monats der Primera División: Februar 2014